# Jacqueline Carey
Pour les articles homonymes, voir Carey.
Œuvres principales
- La Marque

Jacqueline Carey, née le 9 octobre 1964 à Highland Park dans l'Illinois, est une écrivaine américaine de fantasy.

## Biographie
Jacqueline Carey a étudié au Lake Forest College dans l'Illinois et y a reçu son B.A en psychologie et en littérature. Pendant ses études, elle travaille six mois dans une librairie londonienne dans le cadre d’un programme d’échange. C’est durant cette période qu’elle décide de devenir écrivain. À son retour, elle commence sa carrière tout en travaillant dans le centre artistique d’un collège local. Dix ans plus tard, en 2001, elle rencontre enfin le succès avec la publication de son premier roman La Marque.
Jacqueline Carey vit actuellement dans le Michigan.

## Analyse de l'œuvre
Elle connaît le succès avec la série de fantasy Kushiel, publiée en trois trilogies correspondant chacune à un personnage central différent.
Elua est né du mélange du sang de Yeshua, fils de Dieu, aux larmes de Magdelene, le tout fécondé par la Terre. 
Par amour, sept des anges rejetèrent Dieu pour suivre Elua et devenir ses compagnons terrestres. Tous les habitants de Terre d'Ange, les d’Angelins, descendent d’Elua et de ses anges.
Terre d'Ange est un pays divisé en sept provinces (autant que d'anges : Naamah [Namarre], Anael [Agnace], Azza [Azzale], Shemhazai [Siovale], Camael [Camlach], Eisheth [Eisande], et Kushiel [Kushet], à l'exception de l'ange Cassiel n'ayant pas totalement rejeté Dieu). 
La carte - du pays et de ses voisins - ressemble de façon frappante à celle de la France [Terre d'Ange] et de l'Europe.   
Des versions transposées de la Grèce, la Grande-Bretagne [Alba], l'Irlande [Eire], l'Italie [Caediccae Unicae], l'Allemagne [Skaldie], les Pays-Bas [Les pays plats], et l’Espagne [Aragonia] figurent en bonne place dans la série, avec une mention particulière pour Venise [La Serenissima]. 
La première trilogie relate les aventures de Phèdre nò Delaunay, espionne et courtisane, dans la société de Terre d’Ange appliquant l'enseignement d'Elua : « Aime comme tu l'entends ».
Dans la seconde, Phèdre adopte un enfant, Imriel nó Montrève de la Courcel, qui devient le personnage principal.
La troisième trilogie - se déroulant environ 100 ans après la première - est centrée sur Moirin, originaire d'Alba.
Sa seconde série de fantasy The Sundering est une histoire dans la même veine que Le Seigneur des anneaux de J. R. R. Tolkien mais relatée comme une tragédie, d'un point de vue beaucoup plus sombre.

## Œuvres

### Univers de Kushiel

#### TrilogieKushiel
1. La Marque, Bragelonne, 2008 ((en) Kushiel's Dart, 2001)Prix Locus du meilleur premier roman 2002
2. L'Élue, Bragelonne, 2009 ((en) Kushiel's Chosen, 2002)
3. L'Avatar, Bragelonne, 2009 ((en) Kushiel's Avatar, 2003)

##### TrilogieImriel
1. L'Héritier de Kushiel, Bragelonne, 2010 ((en) Kushiel's Scion, 2006)
2. La Justice de Kushiel, Bragelonne, 2011 ((en) Kushiel's Justice, 2007)
3. La Grâce de Kushiel, Bragelonne, 2011 ((en) Kushiel's Mercy, 2008)

##### TrilogieMoirin
1. (en) Naamah's Kiss, 2009
2. (en) Naamah’s Curse, 2010
3. (en) Naamah’s Blessing, 2011

### SérieThe Sundering
1. (en) Banewreaker, 2004
2. (en) Godslayer, 2005

### SérieSanta Olivia
1. (en) Santa Olivia, 2009
2. (en) Saints Astray, 2011

### SérieAgent of Hel
1. (en) Dark Currents, 2012
2. (en) Autumn Bones, 2013
3. (en) Poison Fruit, 2014

### Romans indépendants
- (en) Miranda and Caliban, 2017
- (en) Starless, 2018

### Nouvelles
- (en) Jazznight, 1997in I-94: A Collection of Southwest Michigan Writers
- (en) The Isle of Women, 2004in Emerald Magic: Great Tales of Irish Fantasy, édité par Andrew Greeley

#### Nouvelles archivées en ligne
- (en) The Peacock Boy, 1995in The Scroll n°4, édité par Thom O'Connor
- (en) Actaeon, 1995in The Scroll, n°6
- (en) The Antedivulians, 1995in Prisoners of the Night n°9
- (en) In the City, 1995in Quanta
- (en) Bludemagick, 1995in InterText n°26, édité par Jason Snell
- (en) What Bled Through the Wall, 1996in Clique of the Tomb Beetle, édité par  Daniel K. Appelquist

### Essai
- (en) Angels: Celestial Spirits in Legend & Art, 1997

## Récompenses
- 2002 : prix Locus du meilleur premier roman pour La Marque[1]

## Interviews
- Interview pour Elbakin.net